# 陕西丹凤高中生猝死公安局案
陕西丹凤高中生猝死公安局案，是指2009年3月8日发生在中华人民共和国陕西丹凤县的一起公安机关涉嫌刑讯逼供、恶意伤害致死的恶性案件。

## 案件相关人
- 徐梗荣，19岁，本案被害人，丹凤县寺坪镇人[1]。
- 闫耀锋，丹凤县公安局原局长，之前调查案总指挥，本案被告人，有自首情节，因滥用职权罪判处两年有期徒刑[2]。
- 王庆保，丹凤县公安局原纪委书记，之前调查案直接分管领导，本案被告人，法院认定玩忽职守罪，免予刑事处罚[2]。
- 赵朔，丹凤县公安局刑警，之前调查案审讯人员，本案被告人，因以暴力手段获取口供，犯有刑讯逼供罪，判处两年半有期徒刑[2]。
- 贾严刚，丹凤县公安局刑警，之前调查案审讯人员，本案被告人，有自首情节，因以暴力手段获取口供，犯有刑讯逼供罪，判处一年半有期徒刑[2]。
- 李红卫，丹凤县公安局刑警，之前调查案审讯人员，本案被告人，有自首情节，因以暴力手段获取口供，犯有刑讯逼供罪，判处一年有期徒刑、缓期一年执行[2]。

## 案件背景
2009年2月10日凌晨，丹凤县一名女学生在丹江边遇害。3月8日，警方认定的重大嫌疑人徐梗荣在接受审讯期间突然死亡。在尸检中，发现死者手腕有环状伤痕，双手浮肿，头盖骨内有淤血水肿，肠道半截为黑色，法医初步鉴定死者死前长期未曾进食。此外，死者大腿、小腿内部两侧有淤青。

## 审理及判决
2009年11月24日，作出一审判决，陕西省商南县法院对闫耀锋等5人以滥用职权、玩忽职守及刑讯逼供等罪名判处有期徒刑两年半等。并依官方法医鉴定，徐梗荣因患有原发性心肌病，由于外伤、疲劳等因素引发心跳骤停死亡。对此，家属不相信该法医鉴定结论。
2010年2月1日，陕西商洛中级人民法院作出二审裁定：驳回上诉，维持原判。